# Freestyle Street Soccer
Urban Freestyle Soccer (UFS) ou Freestyle Street Soccer é um jogo desenvolvido pela Silicon Dreams e distribuido pela Acclaim Entertainment. Lançado originalmente em 6 de Fevereiro de 2004 nos Estados Unidos da América.

## Introdução
Toda mundo gosta de ver aqueles dribles "malucos" com a bola. Alguns jogadores até se notabilizaram por fazê-lo em jogos importantes,. Agora imaginem um jogo de futebol em que tudo, mas tudo é feito em grande estilo, cheio de truques e magia. Se o conseguirem fazer, então estão a imaginar Urban Freestyle Soccer.
Este jogo é de futebol, como o NBA Jam de basquete. Pega na parte mais criativa do desporto e com muita fantasia cria uma modalidade única. Se gostam do futebol puro e duro vão detestar este jogo, mas se por outro lado têm um espírito mais aberto acerca do desporto rei, têm aqui uma boa oportunidade de desfrutar de alguns dos truques mais bizarros de sempre.
Logo à partida é fácil de ver que este jogo é portado do mundo das consolas, usando um ficheiro no nosso disco rígido para simular o memory card. Tal como a grande maioria, para não dizer totalidade dos jogos portados para PC, trás consigo bastantes limitações a vários. níveis.
Primeiro não é possível definirmos os controlos que nos convêm e se para quem é dextro jogar este jogo exige muita destreza nas mãos devido à enormidade de combinações de teclas, quem é canhoto terá gravíssimos problemas em jogá-lo. Muitas das combinações exigem carregar em três ou quatro teclas ao mesmo tempo.